# أكسل أريكسون (مجدف)
أكسل أريكسون (بالسويدية: Axel Eriksson)‏ هو مجدف سويدي، ولد في 10 مارس 1884 في فاكسهولم في السويد، وتوفي بنفس المكان في 20 ديسمبر 1975.

## وصلات خارجية
- أكسل أريكسون على موقع الاتحاد الدولي للتجديف (الإنجليزية)
- أكسل أريكسون على موقع اللجنة الأولمبية الدولية (الإنجليزية)
- أكسل أريكسون على موقع أوليمبيديا (الإنجليزية)
- أكسل أريكسون على موقع اللجنة الأولمبية السويدية (السويدية)